# トレムセン

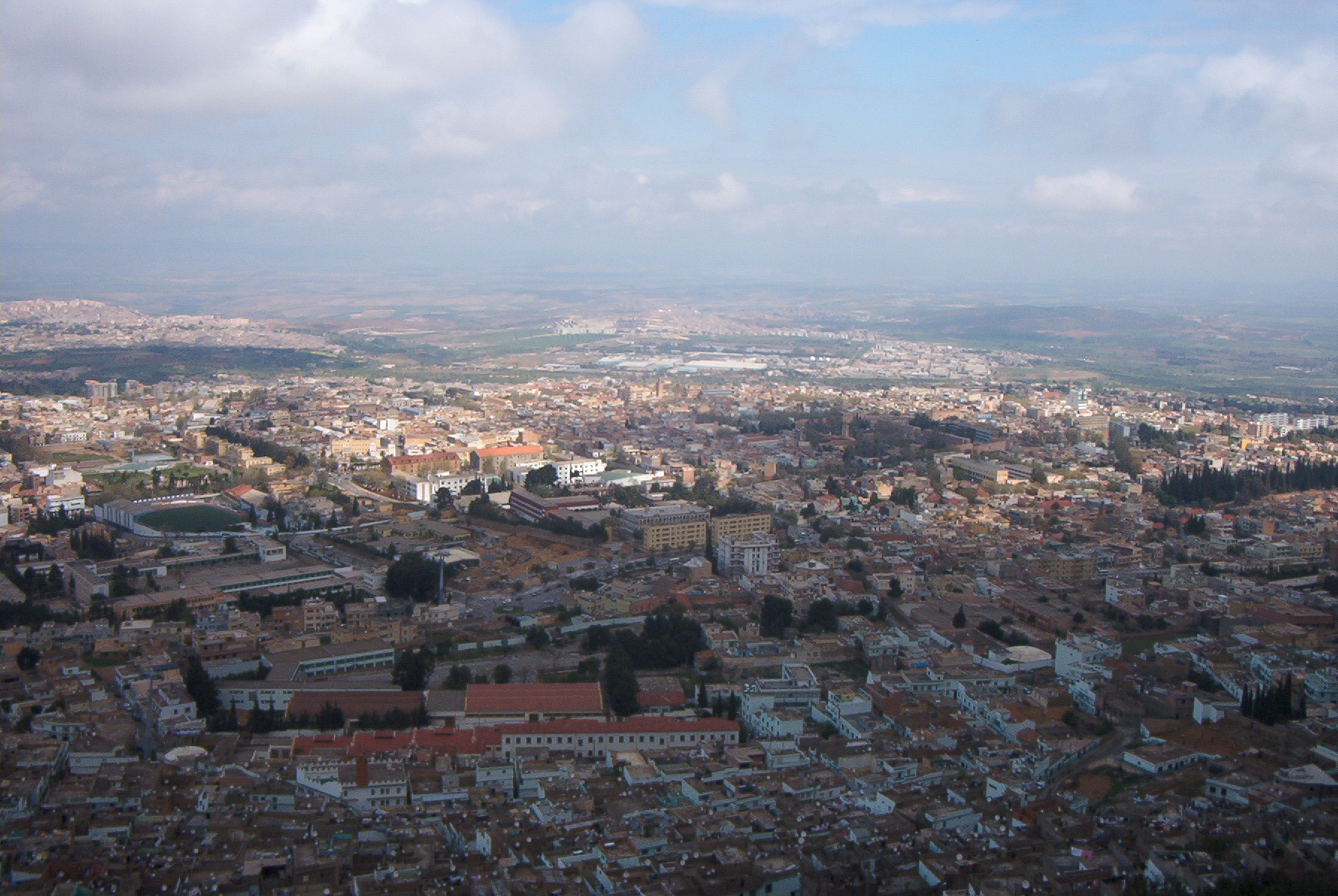
町の鳥瞰

トレムセン（Tlemcen、アラビア語: تلمسان）はアルジェリア北西部の都市で、トレムセン県の県都である。モロッコとの国境の町で、モロッコのウジダとアルジェリア側のトレムセンを行き交う人々で町中が賑わっている。かつてはザイヤーン朝の首都であった。

## 歴史
1517年、トレムセン陥落 (1517年)。

## 地理
トレムセンのすぐ隣の市を見下ろす位置に断崖、洞窟やカルスト地形の多いララ・スッティ高原（Lalla Setti Plateau）があり、高原には約100,000 haのトレムセン国立公園がある。

## 文化
市には手工芸の伝統があり、伝統的な製織方法で作られた金色のシルクの花嫁衣装などの結婚式の衣装（トレムセンの花嫁衣装）に関する儀式と工芸は、2012年にユネスコの無形文化遺産に登録された。

## 姉妹都市
- サラエヴォ（ボスニア・ヘルツェゴビナ）
- グラナダ（スペイン）
- ケルアン（チュニジア）
- フェズ（モロッコ）
- ナンテール（フランス）
- モンペリエ（フランス）